# پادشاهی کوچک بن و هالی
دنیای خیالیِ بن و هالی یا پادشاهیِ کوچکِ بن و هالی (انگلیسی: Ben & Holly's Little Kingdom) یک مجموعه تلویزیونی-انیمیشن پیش‌دبستانی بریتانیایی است. این مجموعه توسط نویل آستلی و مارک بیکر ساخته شد و توسط استلی بیکر دیویس و انترتینمنت وان (شرکت مسئول پپا پیگ) تولید شد. بسیاری از صداپیشه‌هایی که در انیمیشن پپا پیگ بودند، در این مجموعه نیز شرکت کردند؛ از جمله جان اسپارکس، سارا آن کندی، دیوید رینتول و دیوید گراهام. موسیقی این مجموعه، توسط جولیان نات تولید می‌شود که به خاطر موسیقی‌های والاس و گرومیت و پپا پیگ مشهور است. پادشاهیِ کوچکِ بن و هالی، سومین نمایشی است که توسط استلی بیکر دیویس تولید می‌شود.